# モラル・パニック
モラル・パニック（moral panic）とは、「ある時点の社会秩序への脅威とみなされた特定のグループの人々に対して発せられる、多数の人々により表出される激しい感情」と定義される。より広い定義では、以前から存在する「出来事、状態、人物や集団」が、最近になってから「社会の価値観や利益に対する脅威として定義されなおされる」ことと言える。
モラル・パニックは、ある種の文化的行動（多くの場合サブカルチャーに属する）や、ある種の人々（多くの場合、社会的・民族的マイノリティに属する）に対して、世間一般の間に「彼らは道徳や常識から逸脱し、社会全般の脅威となっている」という誤解や偏見、誇張された認識が広がることによって一種の社会不安が起こり、これら「危険な」文化や人々を排除し社会や道徳を守ろうとして発生する集団パニックや集団行動である。少数の人々に対する、多数の人々（必ずしも社会の多数派というわけではない）による激しい怒りという形をとる。

## 概説
架空の例であるが、次のようなものがモラルパニックである。
社会に急速に携帯電話が普及したことにより、若者が携帯電話などに熱中することへの懸念が中高年の間で広がるとする。やがて「若年犯罪や少女売春の増加や人間関係の劣化は、携帯電話の電波による脳へのダメージが原因だ」というようなセンセーショナルな説がメディアなどを通じて蔓延し、保護者の間に携帯電話に対する恐怖や社会不安が発生する。不安の高まりの結果、携帯電話の害悪を訴えて携帯電話を子供から取り上げたり、携帯電話販売を禁止したり携帯電話サイトを一律閉鎖したりする運動が社会全体に一気に広がる。この社会不安と運動はモラルパニックである。
これらのパニックは社会問題などを取り上げるメディアの報道により火が付くことが一般的であるが、半自然発生的にモラル・パニックが起こることもある。集団狂気（マス・ヒステリア、mass hysteria）はモラル・パニックの要素となりうるが、集団狂気とモラル・パニックの違いは、モラル・パニックの場合は人々の持つ道徳性によって燃え上がり、普通「純粋な恐怖」というより「怒り」として表現されることである。社会的・文化的価値観を覆すものに対する静かな不安が広がっている時に、怒りを表現してパニック的運動を発生させる人々は市民運動家・政治家・評論家・メディアなどの「道徳事業家」（道徳起業家、moral entrepreneurs、アメリカの社会学者ハワード・S・ベッカー Howard S. Beckerによる造語）と呼ばれる人々であり、その標的となるのは「フォーク・デビル」（folk devil、「民衆の悪魔」、社会からよそもの視される人々で、民話や噂話やメディアなどでさまざまな害悪の原因としていつも非難される人々）と呼ばれる人々である。
モラル・パニックとは社会に緊張を起こすような論争の副産物でもあり、またモラル・パニックに対し疑問を呈することは社会の敵を擁護するものとしてタブー扱いされ、公の場での論争ができないこともある。
モラル・パニックは、社会が共有してきた価値観や規範に対する脅威が知覚されたときに、人々がその「脅威」を思い巡ることで起こるものである。普通、これらの脅威はマスメディアによる大々的報道に刺激されるか、社会の中の噂・言い伝え・都市伝説などによって刺激される。モラル・パニックはさまざまな結果を残すが、最も痛ましいものはパニックの中にいる参加者に対する「免状」である。彼らの行いはマスメディアによる観察や報道によって正当性を与えられ、それゆえマスメディアに見られている／支援されている彼らは集団心理によって激しい活動に向かって突き進んでしまう。

## 用例
1972年、英国（イギリス）の社会学者スタンリー・コーエン（Stanley Cohen）が、1960年代の英国でマスメディアがモッズやロッカーズといった荒れる若者達をどう報道しどう過剰反応したかを記述する際にこの語を使用した。しかしコーエン以前に、彼の同僚であるジョック・ヤングがロンドンのノッティング・ヒルでドラッグを吸う人々に対する社会の反応を「モラル・パニック」と表現した例がある。
1978年、スチュアート・ホールらは、アメリカで発生していた路上での強奪（mugging）がイギリスにも出現したことに対する社会の反応を研究し、コーエンの「モラル・パニック」を援用して、「犯罪率が上昇している」という議論が、社会の管理化を行うイデオロギー上の機能を果たしているとし、犯罪に関する統計は政治的・経済的目的で歪められ、「危機を取り締まる」ことへの大衆的支持を作りだすためにモラルパニックが起こされるとし、メディアはそのためのニュース生産に中心的役割を果たすとした。
また、1925年に開始された「ミドルタウン・スタディーズ（Middletown studies）」というアメリカ合衆国の都市についての事例研究（case study）では、アメリカの小さな町の社会的・宗教的指導者達が、当時の最新技術であるラジオや自動車を「非道徳的な振る舞いを起こすもの」として非難していたことを報告している。例えば、この研究の際にインタビューを受けた牧師は、自動車を「車輪のついた売春宿」と表現し、この新発明を教会に出るべき時間に街の外へドライブに出かける手段を市民に与えるものとして非難している。

## パニックの進行
モラル・パニックにはコーエンのいう「逸脱を増幅するスパイラル」という要素、すなわちメディア批評家の定義によれば「反社会的行動に分類される出来事やその他望ましくない出来事についての報道が更に次の報道を起こし拡大する螺旋状の進行」という要素がある。
1. 関心 - モラル・パニックが起こるには、まず世間に、ある疑わしい集団や文化があり、社会に対し害をなす可能性がある、という認識があることが必要である。
2. 敵意 - そうした集団や文化に対する敵意が高まり、「フォーク・デビル」へとされてゆく。「やつら」と「わたしたち」の明確な区分が形成される。
3. 合意 - 国民的なものとはならないまでも、「これらの文化や集団は社会に対する現実的な脅威である」という認識が広まり受容される必要がある。このとき、「道徳事業家」たちの声が大きく、その一方で「フォーク・デビル」の声は社会に届かず組織化もされていないことがモラル・パニック発生には重要である。
4. 不均衡 - 大衆は、非難されている集団が持つ実際の脅威に比べて不均衡な統計や情報を与えられる。
5. 揮発性 - モラル・パニックは揮発性が高いため、激しく燃え上がるが終わる時も早く、大衆やメディアの関心は次の事件やニュースへ向かう[1]。

## 批判
『フォーク・デビルとモラル・パニック』で、コーエンは「モラル・パニック理論」に対して起こった批判について概要を述べている。そのうちの一つは「パニック」という言葉に関するもので、この語が不合理さや混乱などの意味を内包してしまっているというものだった。コーエンは、「パニックという語はメタファーとして使った時にはぴったりくる言葉だ」と主張している。
他の批判は不均衡性に関するもので、ある文化や集団に対する不均衡な反応の「不均衡」とはどれくらいの程度のものか測る方法がないことを問題としている。コーエンが同書で述べているフォーク・デビルの例のうち、すべてが弱者であったり不当に中傷されたものであったりしたわけではないことを批判する者もいる。
英国の犯罪学者であるイボンヌ・ジュークス（Yvonne Jewkes）は、「モラル」や「モラリティ」という語に関する問題、この語が「モラル・パニック」論において疑問なしに受容されている問題を挙げている。